# Potoczyny
Potoczyny, Potoczny Potok – potok, dopływ Krośnicy. Spływa z północnych stoków Pienin Czorsztyńskich. Ma źródło na wysokości około 610 m, poniżej szczytu Groń. Spływa w kierunku północnym i na wysokości około 515 m uchodzi do Krośnicy jako jej prawy dopływ.
To niewielki potok, o długości zaledwie około 580 m. Cała jego zlewnia znajduje się w obrębie miejscowości Hałuszowa w województwie małopolskim, w powiecie nowotarskim, w gminie Krościenko nad Dunajcem.